# Adadle
Adadle (ou Adadilo) est un woreda de l’est de l’Éthiopie situé dans la zone Shabelle de la région Somali. Ce district a 83 260 habitants en 2007.
Situé dans le sud de la zone Shabelle (anciennement zone Gode), le district est bordé à l'ouest par la zone Afder, au nord par le Chébéli qui le sépare de Gode, à l'est par Kelafo et au sud par la Somalie.
Son centre administratif peut s'appeler Adadilu ou Bohol-Xagare. Il se trouve une vingtaine de kilomètres au sud de Gode,.
D'après le recensement de 2007 réalisé par l'Agence centrale de statistique d'Éthiopie, le district compte 83 260 habitants dont 7 % de citadins qui sont les 5 584 habitants d'Adadilu. Plus de 99 % des habitants sont musulmans. Environ 40 % sont des éleveurs[réf. souhaitée].
En 2022, la population est estimée sur le même périmètre à 120 814 personnes avec une densité de population d'environ 14 personnes par km2 et 8 675 km2 de superficie.